# Csomós Vera
Csomós Vera (1949–) magyar ejtőernyős sportoló.

## Életpálya
Foglalkozása gyors és gépíró. 1964-ben kezdett az ejtőernyőzéssel foglalkozni. Klubjában segédoktató. 1966-ig 184, 1969-ig 600 ugrást hajtott végre.

## Sportegyesületei
- Könnyűipari Minisztérium (KIM) Repülő Klub

## Sporteredmények

### Világbajnokság
A VIII. Ejtőernyős Világbajnokságot 1966. július 24.  és augusztus 6. között NDK-ban, Lipcsében rendezték, ahol a magyar női csapat további tagjai (Bácskai Györgyi, Paczkó Etelka, Stanek Erzsébet).
- - az 1000 méteres egyéni célba ugrásban bronzérmet szerzett,
  - az 1000 méteres női csoportos célba ugrásban női válogatottunk ezüstérmet szerzett,
- A IX. Ejtőernyős Világbajnokságot 1968. augusztus 9. és augusztus 25. között Ausztria, Grazban rendezte, ahol a női válogatott összetétele: Stanek Erzsébet, Paczkó Etelka, Bácskai Györgyi és Weisz Éva volt.
  - az 1000 méteres női csapat a célba ugró verseny bronzérmese,

### Magyar bajnokság
- A XII. Magyar Ejtőernyős Bajnokságot 1965. augusztus 25. és augusztus 31. között Hajdúszoboszlón tartották
  - a 2000 méteres női stílus ugrás ezüstérmese,
  - a női összetett verseny országos bajnoka,
- A XIII. Magyar Ejtőernyős Nemzeti Bajnokságot 1966-ban rendezték,
  - a női stílusugrás ezüstérmese,
  - a női összetett verseny bronzérmese,
- A XIV. Magyar Ejtőernyős Nemzeti Bajnokságra 1967. július 23. valamint július 30. között került sor Miskolcon, ahol 
  - az 1000 méteres női egyéni célba ugrás ezüstérmese,
  - a 2000 méteres stílus ugrás országos bajnoka,
  - női összetett verseny ezüstérmese,
- XV. Magyar Nemzeti Bajnokságot 1969. szeptember 5. és szeptember 7. között rendezték meg Gödöllőn, ahol
  - az 1000 méteres női egyéni célba ugrás ezüstérmese,
  - a 2000 méteres női stílus ugrás ezüstérmese,
  - a női összetett verseny ezüstérmese,

## Írásai
- Selyemszárnyakon (Ismerkedés az ejtőernyőzéssel) - Aradi András, Bácskai Györgyi, Csomós Vera, Dékán István, Dézsi Gábor - Zrínyi Katonai Kiadó - 1969,